# Секс и перестройка
«Секс и перестро́йка» (фр. Sex et Perestroïka) — французский фильм 1990 года с элементами эротики, в котором глазами французских кинематографистов показана жизнь советских людей и их отношение к сексуальности. В фильме много репортажных сцен, в которых нашли отражения такие характерные черты жизни Москвы в эпоху перестройки, как митинги в поддержку Ельцина, огромные очереди в первый МакДональдс, рок-концерты, молодёжные неформальные группировки, фарцовщики и др. Авторы фильма — известный французский кинорежиссёр эротических фильмов (включая «Эммануэль 4») Франсис Леруа, а также не менее известный французский журналист, радио- и телеведущий Франсуа Жуффа.

## Сюжет
В апреле 1990 года в Москву приезжает французская съёмочная группа, которая ищет актрису для съёмок эротического фильма. Режиссёры Франсис и Борис проводят прослушивания и кинопробы молодых актрис ВГИКа: каждую девушку спрашивают о том, смотрела ли она эротические фильмы, готова ли сама сняться в таком фильме, её также просят раздеться и пройтись по сцене. Борис недоволен гостиницей, условиями и потенциальными актрисами, считая, что пока он не может найти подходящих кандидатур.
Между тем один из русских помощников режиссёра знакомит Бориса с Алёной, которая хорошо знает французский язык и работает в модельном агентстве. С её помощью Борис находит новые кандидатуры для съёмок в фильме. Он также посещает первомайскую демонстрацию, общается с московскими панками, слушает концерт группы «Кино», катается на колесе обозрения в Парке Горького и перекусывает в первом московском «Макдоналдсе», куда выстроилась огромная очередь. На вечеринке у знакомых Алёны Борис знакомится с блондинкой и уезжает с ней на такси, хотя Алёна предупреждает его не делать этого. В итоге режиссёра грабят и стаскивают с него джинсы. Один из грабителей оказывается парнем девушки на вечеринке, продавщицы ГУМа, которая также проходит кинопробы.
Ещё одна девушка на пробах сообщает, что завтра у неё свадьба; показано свадебное торжество, которое проходит в ресторане, оформленном в русском народном стиле, и последующее возвращение молодожёнов в коммунальную квартиру, где они живут за ширмой, разделяющей две семьи.
Поскольку подходящей актрисы найти так и не удаётся, Алёна знакомит Бориса с фотографом, среди моделей которого выделяется Женя. Борису нравится Женя, и он также зовёт её на кинопробы. Молодой человек Жени — студент МГУ, однако подрабатывает фарцовкой, продавая импортные товары. Когда Борис с Женей обедают в ресторане, Женя просит у Бориса денег. Заметив за одним из столиков девушку, друзья которой недавно ограбили его, Борис пускается в погоню за этой девушкой, а когда возвращается, видит, что Женя уже ушла, а на её месте Алёна. Алёна спрашивает Бориса, почему он относится к ней только как к переводчице и не предлагает ей тоже попробовать себя в роли актрисы.
Женя зовёт Бориса в загородную избушку, где обещает ему сюрприз. Приведя Бориса в спальню, Женя уезжает, а к Борису заходят четыре обнажённые девушки. Их прогоняет Алёна, которая вновь предлагает Борису увидеть в ней актрису. Тем не менее в последних кадрах фильма в самолёт с Борисом и Франсисом поднимается Женя.

## В ролях
- Франсуа Жуффа — Борис, французский режиссёр
- Франсис Леруа — Франсис, французский режиссёр
- Алёна Масуренкова — Алёна
- Евгения Крюкова — Женя
- Наталья Щукина — Натали, продавщица в ГУМе
- Екатерина Иновенкова — невеста
- Сергей Бездушный — Сергей
- Ольга Копосова — девушка в такси
- Елена Кучеренко — блондинка
- Наталья Белоус — девушка в джинсах
- Ника (в титрах указана как Ирина Мальгина) — рокерша
- Татьяна Степанова — модель, участвовавшая в фотосессии на мосту
- Леонид Огарев— фотограф
- Дмитрий Орехов — жених
- Дмитрий Сказин — Дима
- Ольга Пепеляева — переводчица
- Эрминия Конти — бабушка
- Жерар Грегори — Жерар
- Екатерина Белочкина — соседка
- Лариса Полякова — участница фотопроб
- Виктор Цой — камео (фрагмент выступления группы «Кино» на концерте)

## Музыка
В фильме звучит музыка Ивана Евтича в исполнении Большого оркестра белградского радио, а также песни:
- сербского ансамбля цыганской музыки «Odjila» («Ођила») – «Цыганочка», «Ехал цыган», «Зоралэс» и инструментальная переработка романса «Я встретил Вас» в исполнении Николы Диклича,
- группы «Кино» — «Закрой за мной дверь, я ухожу» и «Фильмы».

В интервью, данном уже в 2010-е годы, Жуффа, который всегда специализировался на истории рок-музыки, признался, что во время съёмок в Москве наблюдал на сцене «советского Джима Моррисона» (фр. le Jim Morrison soviétique), а группу «Кино» назвал советскими «Doors» (фр. les Doors soviétiques).

## История
По данным киноведа Сергея Кудрявцева, изначально Леруа и Жуффа снимали в Москве седьмую часть эротического сериала «Эмманюэль». Просмотрев материал, они, однако, “забраковали эту ленту с голыми советскими девицами — но тем не менее по-галльски остроумно вышли из щекотливого положения, выпустив язвительную документальную картину «Секс и перестройка» о нравах в СССР, использовав и эпизоды из несостоявшейся «Эмманюэль 7»”. В своём рейтинге Кудрявцев оценил этот фильм на 3,5 балла из 10.
Франсуа Жуффа в позднейшем интервью рассказывал, что сюжет фильма был в основном импровизацией, и идея положить в его основу кастинг молодых актрис ВГИКа пришла в голову группе уже на месте. Наблюдая за переменами после падения Берлинской стены, Жуффа и уже знакомый ему к тому времени Леруа решили обратиться к продюсеру Алену Сирицки, чтобы он профинансировал поездку съёмочной группы в СССР. По мнению Жуффа и Леруа, именно в эти дни в России можно было ожидать революционных событий и даже танков на улицах, и им хотелось запечатлеть всё происходящее в рамках “docufiction”. Тем не менее ничего подобного не произошло, и события, которые авторам удалось запечатлеть, могут показаться неинтересными. Тем не менее Жуффа отмечал, что хотя сейчас мало кто из смотрящих фильм может вспомнить, кто такой Ельцин и почему в его защиту происходили первые в истории СССР манифестации возле парламента, сцены фильма отразили целую историческую эпоху. Авторы также посетили последнюю крупную советскую демонстрацию на 1 мая. 
Многие интересные сцены городской жизни, которые авторы наблюдали ночью, они не могли заснять на своём оборудовании, поэтому частично воспроизводили их днём. При этом официального разрешения на съёмки на улицах у группы не было. Сцена, в которой Жуффа грабят на улице, стаскивают с него джинсы, была снята по мотивам реально произошедшей с ним в Москве истории: как сам он отмечал, главной целью грабителей были именно джинсы, золото той эпохи (l’or à l’époque).
Главную мужскую роль в фильме должен был исполнить актёр Борис Бергман, однако ему не была выдана виза в СССР, и самому Жуффа пришлось заступить на эту роль. Позже он скептически отзывался о своей игре, признавая, что не является хорошим актёром, тем более на роль Дон Жуана, который должен временами появляться в кадре с обнажённым торсом.